# Wolfgang A. Mommsen

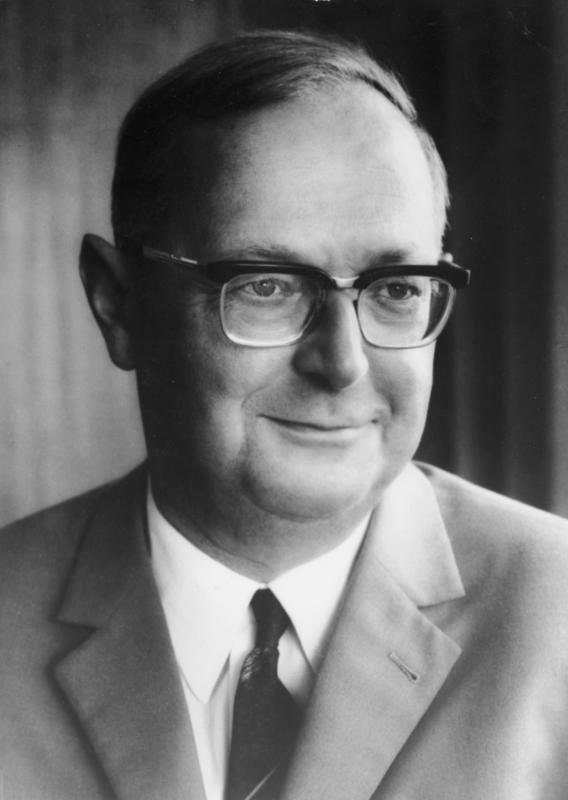
Wolfgang A. Mommsen in den 1960er Jahren. Foto von Werner Held

Wolfgang Arthur Mommsen (* 11. November 1907 in Berlin; † 26. Februar 1986 in Koblenz) war ein deutscher Historiker, Archivar und Präsident des Bundesarchivs (1967–1972).

## Leben und Wirken
Wolfgang Mommsen, der Sohn von Anna Mommsen, geborene Germershausen, und dem Ingenieur und Gaswerksdirektor Hans Mommsen (und Enkel des Historikers Theodor Mommsen), studierte in Heidelberg und Berlin Sprachen des Alten Orients und Geschichte und wurde 1933 in Berlin zum Dr. phil. promoviert. Danach wurde er am Berliner Institut für Archivwissenschaften ausgebildet, absolvierte 1936 das Staatsexamen und erhielt im selben Jahr eine Anstellung am Preußischen Geheimen Staatsarchiv und Brandenburgischen Hausarchiv der Hohenzollern als Archivassistent.
Von 1939 bis 1943 war er Staatsarchivrat beim Preußischen Geheimen Staatsarchiv in Berlin. 1940 wurde er zu den Gesandtschaften Riga und Reval und zum Reichskommissar Ostland abgeordnet. Er gehörte zusammen mit Kurt Dülfer zur Deutschen Archivkommission Lettland-Estland im Baltikum, die im Zusammenhang mit der Umsiedlung von Baltendeutschen das relevante Archivgut sichern sollte. Mit dem Angriff gegen die Sowjetunion wurde er zum sogenannten „Archivschutz“ an verschiedenen Orten in der besetzten Sowjetunion eingesetzt. Er gehörte zum Reichsministerium für die besetzten Ostgebiete. Im Oktober 1942 wurde er vom Stabsführer Gerhard Utikal als stellvertretender Leiter des „Sonderstabs Archive“ des Einsatzstabes Reichsleiter Rosenberg für das Rückwärtige Heeresgebiet Nord ernannt, sein Vorgesetzter war Ernst Zipfel. Im April 1943 organisierte er die Verschleppung von Archivbeständen aus Witebsk (ein Waggon) und Smolensk (fünf Waggons), inspizierte die beschlagnahmten Staatsarchive in Brjansk und Gomel und berichtete: Die wichtigsten Bestände aus dem Staatsarchiv Smolensk (ca. 8 %) sind damit seitens des Sonderstabes Archive [nach Wilna] evakuiert worden. Teile der gesichteten Archivalien wurden nach Posen verbracht, wo Heinrich Himmler ein baltendeutsches Institut einzurichten plante. Im April 1943 erfolgte die Einberufung zum Wehrdienst.
Nach dem Krieg war er 1945 zunächst im fürstlichen Archiv Hohenlohe-Schillingsfürst beschäftigt und war danach von 1947 bis Angestellter und Staatsarchivrat beim Bayerischen Staatsarchiv Nürnberg. 1952 wurde er Archivrat im Bundesarchiv Koblenz, 1957 Oberarchivrat und 1965 Archivdirektor. 1967 bis 1972 stand er Koblenzer Bundesarchiv als Präsident vor. Mommsen war Spezialist für schriftliche Nachlässe. Er machte sich Stefan Rebenich zufolge in seiner Nürnberger Zeit dadurch verdient, dass er die Akten der Nürnberger Kriegsverbrecherprozesse sicherstellte. Er habe viele wichtige Nachlässe ins Bundesarchiv nach Koblenz geholt und die Gründung des Deutschen Historischen Institutes (DHI) in London gefördert.
Anlässlich seines Ruhestandes erhielt er 1972 das Große Bundesverdienstkreuz. Er war Mitglied des Comité exécutif als Internationaler Archivrat von 1968 bis 1974, und Mitglied im Verein deutscher Archivare sowie im Verband der Historiker Deutschlands.
Wolfgang Mommsen war evangelisch, ab 1941 mit Ingeborg Mommsen, geborene Mend, verheiratet und hatte zwei Kinder (Hans und Ingeborg).

## Verhalten in der Zeit des Nationalsozialismus
Mommsen beantragte am 13. Dezember 1937 die Aufnahme in die NSDAP und wurde rückwirkend zum 1. Mai desselben Jahres aufgenommen (Mitgliedsnummer 5.846.306). Er arbeitete 1938 im Preußischen Geheimen Staatsarchiv.
Astrid M. Eckert beobachtet in ihrer Studie über deutsches Archivgut bei Mommsen einen „Hang zum Aufrechnen“, Mommsen meinte, der Umgang mit deutschem Kulturgut unter sowjetischer Herrschaft sei schlimmer als „alle unsere Untaten im Osten an kulturellem Gut“. Als Mommsen zum Chef des Bundesarchivs ernannt werden sollte, berichtete das Berlin Document Center dem US-Außenministerium, Mommsen habe in Estland Heinrich Himmler gedient. Andererseits hieß es ausdrücklich, von Mommsen seien keine offen antisemitischen Äußerungen bekannt.
In Riga wurde Mommsen Zeuge des Judenmords. Am 29. März 1942 notierte er in seinem Tagebuch: „Seit Wochen ist man nun schon dabei, die Juden zu erschiessen.“ Er ging davon aus, dass von den Juden in Riga „schon nichts mehr da sein [dürfte]. Dafür sind jetzt die Juden aus dem Reich dran, die auf der Durchfahrt in den Tod hier einige Tage Schnee schippen dürfen.“
Stefan Rebenich sieht bei Mommsen eine „Affinität zu nationalsozialistischen Ideologemen“, wie das Überlegenheitsgefühl den Russen gegenüber. Nach der Einberufung 1943 sei sein Glaube an den „Endsieg“ geschwunden und die Distanz zum Regime gewachsen, er kritisierte den Holocaust. Wie sein Vetter Ernst Wolf Mommsen und andere bürgerliche Funktionsträger des Nationalsozialismus sei Wolfgang Arthur Mommsen ein wichtiger Stabilitätsfaktor für den westdeutschen Staat gewesen, zur selbstkritischen Auseinandersetzung mit der eigenen Vergangenheit sei auch er nicht bereit gewesen.

## Schriften (Auswahl)
- Die letzte Phase des britischen Imperialismus auf den amerikanischen Kontinenten 1880–1896, Forschungen zur neuesten Geschichte. Noske, Leipzig 1934.
- Die Nachlässe in den deutschen Archiven (mit Ergänzungen aus anderen Beständen) (= Verzeichnis der schriftlichen Nachlässe in den deutschen Archiven und Bibliotheken. Band 1, Teil I–II). Bearbeitet von Wolfgang A. Mommsen. Boldt, Boppard 1971–1983 (= Schriften des Bundesarchivs. Band 17/I–17/II).
- Stefan Lehr (Hrsg.): Wolfgang A. Mommsen. Aufzeichnungen aus dem Baltikum, Polen und der Ukraine 1942–1944. In: Zeitschrift für Ostmitteleuropa-Forschung. Band 57, Nr. 4, 2008 S. 453–513. Volltext S. 514: Summary in Engl.[13]

## Belege
1. ↑  Stefan Rebenich: Die Mommsens. In: Volker Reinhardt, Thomas Lau (Hrsg.): Deutsche Familien. Historische Portraits von Bismarck bis Weizsäcker, C. H. Beck, München 2005, S. 147–179, hier S. 172.
2. ↑  Ulrike Hartung: Verschleppt und verschollen, S. 88.
3. ↑  Ulrike Hartung: Verschleppt und verschollen, S. 120 f.
4. ↑  Astrid M. Eckert: Kampf um die Akten. Die Westalliierten und die Rückgabe von deutschem Archivgut nach dem Zweiten Weltkrieg. Franz Steiner Verlag, Stuttgart 2004, S. 125 f.
5. ↑  Stefan Rebenich: Die Mommsens. In: Volker Reinhardt, Thomas Lau (Hrsg.): Deutsche Familien. Historische Portraits von Bismarck bis Weizsäcker, C. H. Beck, München 2005, S. 147–179, hier S. 175.
6. ↑  Bundesarchiv R 9361-IX KARTEI/29091290.
7. ↑  Ernst Klee: Das Kulturlexikon zum Dritten Reich. Wer war was vor und nach 1945. S. Fischer, Frankfurt am Main 2007, ISBN 978-3-10-039326-5, S. 416.
8. ↑  Astrid M. Eckert: Kampf um die Akten. Die Westalliierten und die Rückgabe von deutschem Archivgut nach dem zweiten Weltkrieg. Franz Steiner Verlag: Stuttgart 2004, S. 144.
9. ↑  Astrid M. Eckert: Kampf um die Akten. Die Westalliierten und die Rückgabe von deutschem Archivgut nach dem zweiten Weltkrieg. Franz Steiner Verlag, Stuttgart 2004, S. 156.
10. ↑  Stefan Lehr: Ein fast vergessener 'Osteinsatz'. Deutsche Archivare im Generalgouvernement und im Reichskommissariat Ukraine. Droste, Düsseldorf 2008, S. 161.
11. ↑  Stefan Rebenich: Die Mommsens. In: Volker Reinhardt, Thomas Lau (Hrsg.): Deutsche Familien. Historische Portraits von Bismarck bis Weizsäcker, C. H. Beck, München 2005, S. 147–179, hier S. 173 f.
12. ↑  Stefan Rebenich: Die Mommsens. In: Volker Reinhardt, Thomas Lau (Hrsg.): Deutsche Familien. Historische Portraits von Bismarck bis Weizsäcker, C. H. Beck, München 2005, S. 147–179, hier S. 175.
13. ↑  Tagebuchaufzeichnungen. Teilweise andernorts auch auf Ukrainisch publiziert. Man kann daraus einige Aspekte der NS-Raubkunst entnehmen.

| Personendaten    | Personendaten                     |
| ---------------- | --------------------------------- |
| NAME             | Mommsen, Wolfgang                 |
| ALTERNATIVNAMEN  | Mommsen, Wolfgang Arthur          |
| KURZBESCHREIBUNG | deutscher Historiker und Archivar |
| GEBURTSDATUM     | 11. November 1907                 |
| GEBURTSORT       | Berlin                            |
| STERBEDATUM      | 26. Februar 1986                  |
| STERBEORT        | Koblenz                           |